# La Farfelue de l'Arizona
Pour plus de détails, voir Fiche technique et Distribution.
La Farfelue de l'Arizona (titre original : The Second Time Around) est un film américain réalisé par Vincent Sherman, sorti en 1961.

## Fiche technique
- Titre français : La Farfelue de l'Arizona
- Titre original : The Second Time Around
- Réalisation : Vincent Sherman
- Scénario : Oscar Saul et Clair Huffaker d'après le roman de Richard Emery Roberts
- Musique : Gerald Fried
- Directeur de la photographie : Ellis W. Carter
- Pays de production :  États-Unis
- Genre : western
- Durée : 99 minutes
- Dates de sortie :
  - États-Unis : 22 décembre 1961
  - France : 27 décembre 1961
- Affiche : Boris Grinsson (France)

## Distribution
- Debbie Reynolds (VF : Arlette Thomas) : Lucretia « Lu » Rogers
- Steve Forrest (VF : Marc Cassot) : Dan Jones
- Andy Griffith (VF : Jacques Deschamps) : Pat Collins
- Juliet Prowse (VF : Claire Guibert) : Rena Mitchell
- Thelma Ritter (VF : Germaine Michel) : Aggie Gates
- Ken Scott (VF : Jean-Claude Michel) : le shérif Burns
- Isobel Elsom (VF : Hélène Tossy) : Mme (Maman en VF) Rogers
- Rudolph Acosta (VF : Gérard Hernandez) : Rodriguez
- Timothy Carey (VF : Jean Clarieux) : Bonner (Bruce en VF)
- Tom Greenway (VF : Jean Violette) : le shérif-adjoint Shack
- Eleanor Audley (VF : Henriette Marion) : Mme Trask
- Blossom Rock (VF : Héléna Manson) : Mme Vera Collins
- Pilar Arcos (VF : Lita Recio) : la cuisinière de La Cantina (non créditée)
- Nicky Blair (VF : Roger Carel) : Nick, le glacier (non crédité)
- Richard Collier (VF : Henry Charrett) : le caissier de la banque (non crédité)
- Tom Fadden (VF : Pierre Michau) : le grainetier (non crédité)
- Jimmy Garrett (VF : Linette Lemercier) : Tobey Rogers (non crédité)
- Duane Grey (VF : Henry Djanik) : un acolyte de Bonner (non crédité)
- Hans Moebus (VF : Richard Francoeur) : le chef de train (non crédité)
- Pat Moran (VF : Paul Villé) : le quincailler (non crédité)
- Jack Orrison (VF : Georges Hubert) : l'éditeur (non crédité)
- Tracy Stratford (VF : Sylviane Margollé) : Cissie Rogers (non créditée)